# Капсикум
Капсикум, или Стручко́вый пе́рец, Перец овощной (лат. Cāpsicum) — род растений из трибы Capsiceae семейства Паслёновые (Solanaceae).
Не путать с родом Перец (Piper) семейства Перечные (Piperaceae).
Латинское название Capsicum растение получило от лат. сápsа ae f. — сумка, по форме плода.

## История
Родиной растений рода Стручковый перец вероятнее всего являются субтропические районы Мексики и Гватемалы, где он был одомашнен древними майя и ацтеками. Они использовали плоды острых перцев вместо соли, которая им была недостаточно известна. Сладкие перцы использовались как овощи. Данный род растений упоминается в ацтекских кодексах под названием «чиле» (Перец кайенский, чили). Богом этого растения, согласно Кодексу Теллериано-Ременсис, был Каушолотль (Шолотль) или Чантико.
Во время захвата Америки конкистадорами был открыт сначала острый, а затем и сладкий перец. Согласно некоторым источникам, во время одного из сражений индейцы встали с наветренной стороны, а затем вынесли глиняный поднос с тлеющими углями и стали посыпать их «неким порошком» (острым перцем). Когда дым достиг испанцев, у них начали слезиться глаза, и они лишились способности обороняться. Так индейцы одержали победу.

## Ботаническое описание

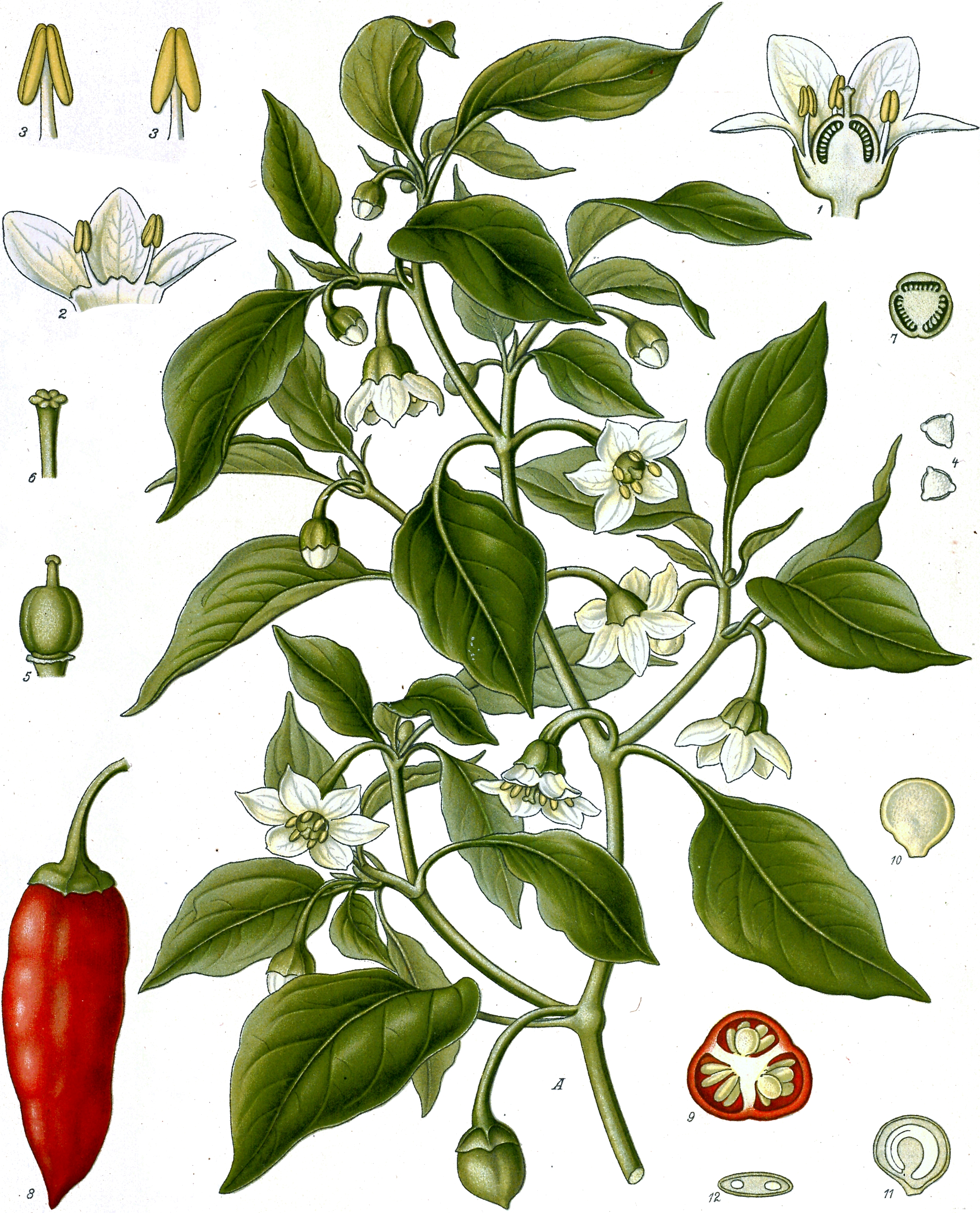
Перец овощной.

Однолетние и многолетние кустарники и полукустарники высотой 20—120 см, в защищённом грунте достигают 3 м и более. Листья цельные цельнокрайные. Цветки в развилках стеблей, одиночные или парные, иногда в пучках, основные цвета белый и фиолетовый, без рисунка или с фиолетовым либо кремово-жёлтым рисунком. Стебли как гладкие, так и опушённые.

## Распространение и экология
«Жгучие перцы» родом из Мексики. Капсикумы в настоящее время распространены и культивируются по всему земному шару.

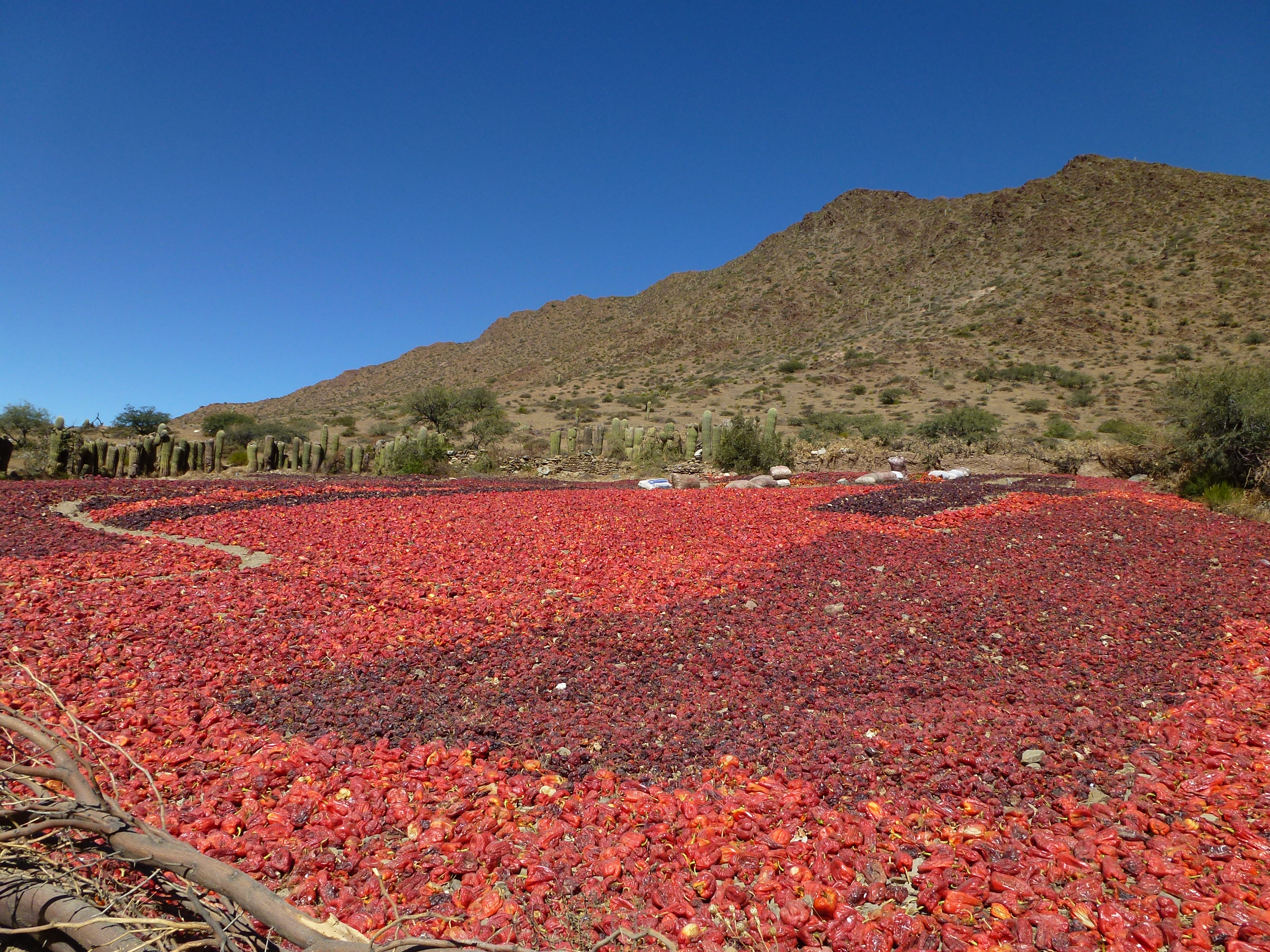
Сушка плодов, Аргентина

## Значение и применение
Овощная культура. Сорта перцев, содержащие капсаицин (жгучие на вкус), используют как пряность и для изготовления лекарственных препаратов. Наибольшее количество капсаицина (до 2 %) содержится в семеносцах.

## Таксономия
Capsicum L., 1753, Species Plantarum 1: 188—189.
Род входит в подсемейство Solanoideae семейства Паслёновые (Solanaceae) порядка Паслёноцветные (Solanales).
|  |                                      |  |                                                             |                                                             |                      |  | ещё 4 семейства (согласно Системе APG II) | ещё 4 семейства (согласно Системе APG II) |                          |  |                        |  | ещё 262 рода | ещё 262 рода |  |
|  |                                      |  |                                                             |                                                             |                      |  | ещё 4 семейства (согласно Системе APG II) | ещё 4 семейства (согласно Системе APG II) |                          |  |                        |  | ещё 262 рода | ещё 262 рода |  |
|  |                                      |  |                                                             | порядок Паслёноцветные                                      |                      |  |                                           |                                           | подсемейство Solanoideae |  |                        |  |              |              |  |
|  |                                      |  |                                                             | порядок Паслёноцветные                                      |                      |  |                                           |                                           | подсемейство Solanoideae |  | род насчитывает 31 вид |  |              |              |  |
|  | отдел Цветковые, или Покрытосеменные |  |                                                             |                                                             | семейство Паслёновые |  |                                           |                                           | род Стручковый перец     |  |                        |  |              |              |  |
|  | отдел Цветковые, или Покрытосеменные |  |                                                             |                                                             |                      |  |                                           |                                           |                          |  |                        |  |              |              |  |
|  |                                      |  | ещё 44 порядка цветковых растений (согласно Системе APG II) | ещё 44 порядка цветковых растений (согласно Системе APG II) |                      |  |                                           | ещё 6 подсемейств                         | ещё 6 подсемейств        |  |                        |  |              |              |  |
|  |                                      |  |                                                             | ещё 44 порядка цветковых растений (согласно Системе APG II) |                      |  |                                           |                                           | ещё 6 подсемейств        |  |                        |  |              |              |  |

### Виды
Род насчитывает от 31 до 40 видов:
- Capsicum annuum L. typus[1] — Стручковый перец однолетний, или Перец овощной, или Капсикум однолетний[5] [syn.  Capsicum frutescens L. — Стручковый перец кустарниковый][5]
- Capsicum baccatum L. — Перец ягодный
  - Capsicum baccatum var. praetermissum (Heiser & P.G.Sm.) Hunz. [syn.  Capsicum praetermissum]
- Capsicum buforum Hunz.
- Capsicum caballeroi M.Nee
- Capsicum campylopodium Sendt.
- Capsicum cardenasii Heiser & P.G.Sm.
- Capsicum ceratocalyx M.Nee
- Capsicum chacoense Hunz.
- Capsicum chinense Jacq. — Китайский перец, или Хайнаньский перец чили, или Ямайский жгучий перец
- Capsicum coccineum (Rusby) Hunz.
- Capsicum cornutum (Hiern) Hunz.
- Capsicum dimorphum (Miers) Kuntze
- Capsicum dusenii Bitter
- Capsicum eshbaughii Barboza
- Capsicum eximium Hunz.
- Capsicum flexuosum Sendtn.
- Capsicum friburgense Barboza & Bianchetti
- Capsicum galapagoense Hunz.
- Capsicum geminifolium (Dammer) Hunz.
- Capsicum havanense Kunth
- Capsicum hookerianum (Miers) Kuntze
- Capsicum hunzikerianum Barboza & Bianchetti
- Capsicum lanceolatum (Greenm.) C.V.Morton & Standl.
- Capsicum leptopodum (Dunal) Kuntze
- Capsicum lycianthoides Bitter
- Capsicum minutiflorum (Rusby) Hunz.
- Capsicum mirabile Sendtn.
- Capsicum mositicum Toledo ex Handro
- Capsicum parvifolium Sendt.
- Capsicum pereirae Barboza & Bianchetti
- Capsicum pubescens Ruiz & Pav. — Перец опушённый, или Рокото, или Локото, или Древесный чили
- Capsicum ramosissimum Witasek
- Capsicum recurvatum Witas.
- Capsicum rhomboideum (Dunal) Kuntze
- Capsicum schottianum Sendt.
- Capsicum scolnikianum Hunz.
- Capsicum spina-alba (Dunal) Kuntze
- Capsicum tovarii Eshbaugh, P.G.Sm. & Nickrent
- Capsicum villosum Sendt.

#### Культивируемые
Согласно международной классификации, в мире выращивают пять видов стручкового перца рода Капсикум (овощного и пряновкусового с различной степенью жгучести):
- Перец однолетний — Capsicum annuum
- Перец кустарниковый — Capsicum frutescens
- Перец китайский — Capsicum chinense
- Перец ягодовидный — Capsicum baccatum
- Перец опушённый — Capsicum pubescens